# Miss Murder
Miss Murder är den första singeln från A Fire Insides album Decemberunderground som släpptes 6 juni 2006. Denna låt finns även till spelet Guitar Hero III: Legends of Rock.